# Магия крови
Магия крови (англ. Dawn of Magic) — фэнтезийная компьютерная ролевая игра, разработанная российской компанией Skyfallen Entertainment и выпущенная фирмой 1С 16 декабря 2005 года. Европейский релиз состоялся 27 апреля 2007 года (издатель Deep Silver).
В США игра издавалась фирмой Atari. Игра создана на собственном движке компании SkyFallen — TheEngine, который в дальнейшем применялся в таких играх, как Санитары подземелий (1С), Не время для драконов (Arise/KranX/1C), King’s Bounty: Легенда о рыцаре (Katauri/1C), Кодекс войны (InoCo/1C), Князь 3: Новая династия (1C).
В 2006 году вышло дополнение «Магия крови: Время теней». В 2009 году должно было выйти продолжение «Магия крови 2» (англ. Dawn of Magic 2 в Европе и англ. Time of Shadows в Северной Америке), но проект остался замороженным, так что Dawn of Magic 2 известен как Магия крови: Время теней.
Магия крови относится к жанру Action-RPG. Однако разработчики несколько вышли за пределы этого жанра и внесли в него ряд изменений: отказались от традиционного деления на классы. Все главные герои в игре — маги, изначально обладающие примерно одинаковыми характеристиками. Также была разработана оригинальная система магии, позволяющая комбинировать заклинания между собой.

## Сюжет
Сюжет Магии Крови обыгрывает классическую историю о противостоянии Героя Поневоле и злодея, угрожающего всему миру. Могущественный житель Абсолюта по имени Модо за свои преступления был изгнан на Землю, чтобы прожить жизнь в человеческом теле. Однако он не стал дожидаться отведённого ему срока и, обретя часть былой власти, решил уничтожить свою тюрьму и вырваться на свободу.
Сюжет разделён на пять актов, в каждом из которых игроку предстоит заняться поисками слуг Модо и либо помогать, либо помешать им исполнить часть ритуала, призванного разрушить Землю. Несмотря на линейность сюжета, для каждого мировоззрения персонажа (добрый, злой или нейтральный) происходящие события преподносятся по-своему, ставя перед игроком различные задачи и предоставляя различные варианты решения.

## Игровой процесс
Skyfallen приложила много усилий для того, чтобы игру интересно было пройти несколько раз. Во-первых, за одно прохождение практически невозможно набрать даже трети от максимального уровня персонажа, соответственно и заклинания «раскачаны» ещё совсем не так сильно, как хотелось бы, и сильные руны пока ещё не доступны. Во-вторых, в игре существует три уровня сложности (вначале их было пять, затем патчами это количество уменьшили до трёх), от которых зависит уровень противников игрока. При этом многие уникальные предметы появляются только на высокой сложности. В-третьих, чтобы выполнить некоторые задания, нужно собрать предметы, которые не всегда можно найти за одно прохождение.

## Персонажи
Четыре персонажа, доступные игроку, фактически отличаются только набором начальных параметров и тем, как их повышение будет отражаться на параметрах зависимых. Любой персонаж в игре имеет доступ ко всем заклинаниям и умениям, а также может использовать любые предметы в игре наравне со всеми остальными.
Рассеянный школяр имеет более высокий параметр интеллекта и при его повышении получает большую прибавку к Чи (мана), повышенную скорость регенерации Чи. Максимальный вес инвентаря ниже, чем у остальных персонажей. Энергия, количество жизней и регенерация жизней уступают аналогичным параметрам других персонажей.
Толстый монах — самый сильный персонаж в игре. Начальный параметр силы у него выше. Монах может носить гораздо больше вещей. При этом у него самые низкие показатели интеллекта, Чи и скорости её восстановления.
Цыганка-гадалка — персонаж средний по всем параметрам. Указано, что у Цыганки высокая «Удача» — при данном параметре замечено, что шанс оказаться вблизи «случайного бонуса» выше, чем при игре другими персонажами.
Жена булочника — самый живучий персонаж. Начальный показатель энергии, количество хитов и их регенерация максимальны. Однако количество Чи и её регенерация, так же как и у толстого монаха, самые низкие среди игровых персонажей.
Любой персонаж может быть смертным или бессмертным. По аналогии с Diablo, смертный персонаж может погибнуть только один раз, после этого игру придётся начинать заново, бессмертный будет каждый раз возрождаться. В сетевой игре все персонажи являются бессмертными.
При создании персонажа также выбирается его мировоззрение.
Добрый. Спасает мир, пытаясь остановить Модо.
Злой. Помогает Модо завершить части ритуала в надежде приобщиться к его могуществу.
Нейтральный. Подыгрывает «и нашим и вашим», иногда помогая слугам Модо, иногда мешая им. В самом конце ему всё равно придётся сделать выбор.
Мировоззрение имеет значение только при прохождении сюжета оригинальной игры. В дополнении и в сетевом режиме оно ни на что не влияет.
Развитие персонажа
Убивая противников и выполняя задания, игрок получает очки опыта. Однако тут есть небольшой нюанс. Если персонаж игрока имеет более высокий уровень, то опыт, который он за них получает тем меньше, чем больше между ними разница. Чтобы игрок не заскучал, ожидая нового уровня, весь процесс разделён на четыре этапа. При наборе очередной четверти опыта персонаж будет получать очки навыков и заклинаний, а при достижении уровня — очки характеристик. Чтобы повысить энергию, интеллект или силу нужно одно очко. С навыками всё несколько иначе. Для увеличения какого-либо из них необходимо потратить количество очков, равное текущему уровню этого навыка +1. Например, чтобы поднять навык «Мистического Пути» с 3 до 4 надо потратить 4 очка навыка. Магия развивается по тому же принципу, только для повышения какого-то заклинания кроме очков нужен ещё соответствующий свиток.

## Магическая система

### Школы магии
Все заклинания в Магии крови «разбиты» на двенадцать школ, по восемь заклинаний в каждой. Любой урон, наносимый персонажу принадлежит к одному из семи типов: физический, яд, кровь, радиация, огонь, холод, молнии.
Магия — это именно то, что выделяет данную игру среди прочих. Из существующих 96 заклинаний в игре можно собрать довольно большое количество комбинаций. Каждая связка состоит из нескольких элементов. Это основное и дополнительное заклинания, плюс эффекты и заклинания, которые ими вызываются.
Например, «Огненный шар» в основном слоте + «Мастерство огня» в дополнительном. Во-первых, «Мастерство» само по себе пассивно повышает сопротивляемость огню. Во-вторых, при попадании огненного шара урон увеличится за счёт урона, добавленного «Мастерством». Далее, если у игрока есть заклинание «Взрыв», то все цели в небольшом радиусе от жертвы получат некоторое количество повреждений. Если у игрока есть заклинание «Горение», то вдобавок к этому жертвы загорятся.
«Огненный шар» в основном слоте + «Молния» в дополнительном. Огненный шар будет вести себя точно так же, как и в предыдущем примере. Нанесение прямых повреждений + взрыв в определённом радиусе + поджигание. Молния, в свою очередь, поразит туже цель, что и огненный шар + с некоторой вероятностью вызовет «Шок» (если такое заклинание есть в магической книге), который, помимо прочего, может вызвать «Оглушение» (если оно было изучено).
К этому добавляются различные эффекты от рун, предметов, татуировок и морфингов. Но не все школы магии эффективны и могут быть использованы постоянно. Например Кости не действуют на летающих противников, а Душитель безполезен на высокой сложности игры. Чума не действует на боссов, их можно только отравить. Огненный шар + Радужный набор сильный, но точность довольно низка. С другой стороны Торнадо + Кости очень эффективны, но тратят огромное количество ЧИ. Быть некромантом можно, но есть некоторые локации в игре, где невозможно быстро воскресить существ.

### Морфинг
При усиленном изучении определённых заклинаний внешность персонажа изменяется в соответствии с тем, к какой школе относятся выбранные заклинания. При этом герой наделяется новыми свойствами — какие-то параметры улучшаются, а какие-то ухудшаются. Именно это и назвали морфингами.
Каждая магическая школа включает в себя восемь заклинаний. Также существует восемь морфингов, каждый из которых соответствует определённой позиции в книге магии.
Если какое-то заклинание развито сильнее заклинаний других школ, находящихся на той же позиции, у игрока проявляются изменения какой-то части тела. Например, если игрок развивал первые четыре заклинания огня, и последние четыре из школы призыва, то у него будет набор из морфингов двух разных школ. Данные изменения проявляются не только во внешности, но и в появлении новых или изменении уже существующих свойств и способностей. Если два или более заклинания имеют одинаковый уровень и при этом остальные соответствующие заклинания не превышают их, морфинг исчезает. Сила морфингов изменяется с уровнем персонажа. Чем сильнее персонаж тем полезнее будут положительные свойства и хуже отрицательные.
Существует одно неудобство, которое разработчикам так и не удалось обойти.
Для подачи игроку большинства сюжетных событий в игру было введено множество кат-сцен. Но, так как вариаций внешнего вида у каждого персонажа в игре очень много, причем с различными анимациями и различным количеством костей, все персонажи в кат-сценах остались в базовых итерациях.

### Татуировки
Некоторые персонажи в игре могут предложить герою нанести несколько татуировок. Выбор рисунков очень важен для игрока, потому что нанести можно не более восьми из них, при этом от нанесённой татуировки избавиться уже нельзя. Татуировки, так же как и морфинги, добавляют или изменяют некоторые способности главного героя. Сила татуировок изменяется с ростом уровня персонажа.

## Навыки

### Ремесло и руническая магия
На каждый предмет, доступный для использования, можно нанести один материал. Кроме того, большинство предметов имеют от одного до шести слотов, в которые можно вставить различные руны. Как руны, так и материалы могут уменьшать или увеличивать параметры персонажа, надевшего содержащий их предмет. По мнению большинства игроков, правильно развитый персонаж — это далеко не в последнюю очередь персонаж, обладающий комплектом грамотно зачарованного оружия, брони и амулетов. Как показала практика, удачно подобранная экипировка может принести победу даже над значительно превосходящим в уровне противником.
Каждая руна и каждый материал имеет требования для нанесения (уровень «Ремесла» для материалов, и уровень «Рунической магии» для рун) и требования для использования (уровень персонажа, энергия, интеллект или сила). При повышении уровня персонажа игрок может наносить руны более эффективно. Руны остаются теми же самыми, но их сила увеличивается. Сила материалов всегда остается неизменной.
В то время как любой материал можно безопасно нанести на предмет или стереть его, руны уменьшают максимальную прочность предмета, восстановить которую очень сложно. Соответственно, более мощные руны сильнее разрушают предмет, в который вставляются. Поэтому на высоких уровнях игроку придётся искать более прочные или вообще неразрушимые вещи.
Если позволяет количество слотов в предмете, игрок может собрать на его основе руническое слово. Описания их можно в больших количествах встретить во время игры. Рунические слова, помимо сочетания свойств входящих в него рун, наделяют предмет рядом новых качеств. Например, любимое многими игроками слово «Dr-Ag-On» повышает все основные характеристики. Руническое слово «Et+Er+Ni+Ty» делает предмет неразрушимым.

### Алхимия
Использование алхимии по большей части никак не связано с заклинаниями магии Алхимии. Исключение составляет заклинание «Трансмутация», однако положительный эффект от его наличия не очевиден.
Игрок может найти свитки с описаниями алхимических рецептов. Наличие рецепта в инвентаре для алхимических преобразований вовсе не обязательно. Можно запомнить рецепт и сразу выбросить, можно найти его в Интернете, а потом свободно использовать любым персонажем.
Суть алхимии в том, что из одного или нескольких предметов, соединенных с определённым количеством зелья яда, можно получить новый предмет. С помощью алхимических преобразований также можно восстановить максимальную прочность предметов — однако при этом сотрутся все нанесённые на предмет руны и материалы. В дополнении и многопользовательском дополнении была введена система многоуровневого преобразования предметов. С помощью алхимии одни вещи можно превращать в другие, которые, в свою очередь, служат ингредиентами для создания более совершенных творений.

### Комплекты предметов
В игре существуют комплекты вещей — так называемые «сеты». Когда персонаж надевает как минимум два предмета, принадлежащих к одному комплекту, он получает набор новых свойств. Чем полнее комплект, тем сильнее его свойства будут выражены. Как правило, за одно прохождение комплект собрать довольно сложно, а действительно мощные «сеты» встречаются крайне редко.

## Режимы игры
К моменту выхода оригинальной игры сетевой режим был ещё не вполне доработан, поэтому Skyfallen Entertainment отложили его выпуск до полного завершения. Диск «Магия крови: Многопользовательское дополнение» появился в продаже 29 сентября 2006 г, и чуть позже был выложен разработчиками на сайте игры в свободном доступе.
Перенос персонажей из одиночной игры в сетевую запрещён. Однако предусмотрены специальные режимы игры, в которых можно «прокачать» персонажа гораздо быстрее, чем при прохождении. Одновременно могут играть до 16 человек. Сейчас существует возможность игры по локальной сети или на одном из официальных Интернет серверов. Разработчики обещают добавить ладдерные серверы.
Выживание (survival). В этом режиме можно играть и одному. Игроку необходимо выстоять определённое время (в зависимости от выбранной карты) против множества атакующих монстров. Примерно каждые десять минут атаки на непродолжительное время прекращаются, появляются торговцы, а игрок может продать ненужные вещи, починить броню и пополнить свои запасы. Количество врагов и опыт, начисляемый за их убийство увеличивается с ростом количества игроков.
Рынок (market). На рынке игроки могут свободно торговать, тут запрещено использование любой магии. Здесь же находятся торговцы NPC, у которых можно купить вещи, которые не удалось добыть из убитых врагов.
Дуэль (free for all). В этом режиме каждый сражается сам за себя против других игроков. Победа достается совершившему наибольшее количество убийств.
Захват флага (capture the flag). Все игроки разделяются на две команды. Задача каждой команды — доставить на свою базу флаг противника и помешать похитить свой. За каждый доставленный флаг начисляется одно очко. Побеждает команда, набравшая наибольшее количество очков.
Командная игра (team play). В этом режиме все игроки также делятся на две команды. За каждое убийство противника начисляется одно очко. Побеждает команда, набравшая больше очков.

## Звуковое сопровождение
Музыкальные треки для игры записывали студии TriHorn Productions и The SandS.
Диалоги NPC не ограничиваются общением непосредственно с игроком. Почти все персонажи в игре, пока на них не обратил внимание главный герой, занимаются своими делами. Жители активно взаимодействуют между собой, причём, в отличие от многих игр, разговаривают в основном о том, что важно для них, а не для игрока.
Характеристики саундтрека: Музыка с обилием живых инструментов, природные шумы.
В игре звучат следующие музыкальные инструменты: Духовые (блок-флейта, диджиреду, калюка), струнные (кельтская арфа, баглама, мандолина, молоточковый дульцимер), перкуссия (маракасы, шейкеры, флейта дождя, дарбуки, джембе, там-тамы).
Саундтрек в формате MP3 был выпущен 29 сентября 2006 на диске «Магия Крови — многопользовательское дополнение»
Список треков:
| №   | Название                   | Автор(ы)            | Длительность |
| --- | -------------------------- | ------------------- | ------------ |
| 1.  | «Страна Боли»              | TriHorn Productions | 3:18         |
| 2.  | «Забвение»                 | the SandS           | 1:11         |
| 3.  | «Эйвон»                    | the SandS           | 1:18         |
| 4.  | «Магия Крови»              | the SandS           | 0:53         |
| 5.  | «Ситэ-даль-Мар»            | the SandS           | 1:51         |
| 6.  | «Танец Смерти»             | the SandS           | 2:32         |
| 7.  | «Дессиато в Огне»          | the SandS           | 1:08         |
| 8.  | «Вершители Судеб»          | TriHorn Productions | 2:45         |
| 9.  | «Отец Теней»               | TriHorn Productions | 3:52         |
| 10. | «Сады Арлингтона»          | TriHorn Productions | 2:36         |
| 11. | «Скрытая Опасность»        | the SandS           | 0:46         |
| 12. | «Хобгоблины»               | the SandS           | 0:47         |
| 13. | «Хранители Арлингтона»     | TriHorn Productions | 3:13         |
| 14. | «Листья на снегу»          | TriHorn Productions | 3:02         |
| 15. | «Шахты»                    | the SandS           | 1:05         |
| 16. | «Бдение»                   | the SandS           | 7:29         |
| 17. | «Ноктюрн»                  | the SandS           | 2:37         |
| 18. | «Танец Скорпионов»         | the SandS           | 1:48         |
| 19. | «Морские Демоны»           | the SandS           | 1:01         |
| 20. | «Воины Восходящего Солнца» | TriHorn Productions | 2:42         |
| 21. | «Академия Магии»           | the SandS           | 2:51         |
| 22. | «Враг»                     | the SandS           | 0:54         |
| 23. | «Вечерние Размышления»     | the SandS           | 4:12         |
| 24. | «Око Абсолюта»             | TriHorn Productions | 1:56         |
| 25. | «Страна Боли»              | TriHorn Productions | 3:18         |
| 26. | «Сквозь Огонь и Воду»      | TriHorn Productions | 3:13         |
| 27. | «На дне Морском»           | the SandS           | 2:29         |
| 28. | «Верониш»                  | TriHorn Productions | 2:46         |
| 29. | «Волны Ненависти»          | TriHorn Productions | 3:12         |

## Отзывы
| Сводный рейтинг       | Сводный рейтинг |
| Агрегатор             | Оценка          |
| --------------------- | --------------- |
| GameRankings          | 52,40 %         |
| Metacritic            | 52/100          |
| MobyRank              | 59/100          |
| «Критиканство»        | 83 / 100        |
| Иноязычные издания    |                 |
| Издание               | Оценка          |
| IGN                   | 5,4             |
| Русскоязычные издания |                 |
| Издание               | Оценка          |
| Absolute Games        | 59 %            |
| PlayGround.ru         | 8,3/10          |
| «Игромания»           | 8,5/10          |
| «Страна игр»          | 9/10            |

Мнения критиков о Магии крови критично разнятся. Отечественные игровые издания, в основной своей массе, выставили игре высокие оценки. Рецензоры отметили увлекательный и насыщенный сюжет, продуманный геймплей и детализированный мир.
Оценки зарубежных экспертов, судя по агрегаторам, были гораздо скромнее и не превышали 60/100.